# Liste des monuments d'Oujda
Ceci est une liste des monuments classés par le ministère de culture marocain aux alentours d'Oujda.
| Identifiant monument         | Site     | Monument                   | Adresse | Date de classement | Décret | Coordonnées                        | Illustration               |                       |
| ---------------------------- | -------- | -------------------------- | ------- | ------------------ | ------ | ---------------------------------- | -------------------------- | --------------------- |
| pc_architecture/sanae:180106 | Oujda    | parc Lalla Meriem (d)      |         |                    |        | 34° 40′ 38″ nord, 1° 54′ 48″ ouest | Image manquante Téléverser | Télécharger une image |
| pc_architecture/sanae:410007 | Oujda    | Ville ancienne d'Oujda (d) |         |                    |        | 34° 40′ 50″ nord, 1° 54′ 50″ ouest | Image manquante Téléverser | Télécharger une image |
| pc_architecture/sanae:100027 | Oujda    | cathédrale d'Oujda (d)     |         |                    |        | 34° 40′ 47″ nord, 1° 55′ 02″ ouest | cathédrale d'Oujda (d)     | Télécharger une image |
| pc_architecture/sanae:390080 | Oujda    | Bab Sidi Abd El Wahab (d)  |         |                    |        | 34° 40′ 48″ nord, 1° 54′ 37″ ouest | Bab Sidi Abd El Wahab (d)  | Télécharger une image |
| pc_architecture/sanae:390081 | Oujda    | Bab Sidi Aissa (d)         |         |                    |        | 34° 40′ 38″ nord, 1° 54′ 57″ ouest | Bab Sidi Aissa (d)         | Télécharger une image |
| pc_architecture/sanae:190016 | Saïdia   | Kasba Saïdia (d)           |         |                    |        | 35° 05′ 02″ nord, 2° 14′ 14″ ouest | Image manquante Téléverser | Télécharger une image |
| pc_architecture/sanae:190021 | Debdou   | Kasba de Debdou (d)        |         |                    |        | 33° 59′ 06″ nord, 3° 02′ 24″ ouest | Image manquante Téléverser | Télécharger une image |
| pc_architecture/sanae:190033 | Taourirt | Kasba El Ayoun (d)         |         |                    |        | à géolocaliser                     | Image manquante Téléverser | Télécharger une image |
| pc_architecture/sanae:050051 | Taourirt | Borj Rouis (d)             |         |                    |        | 34° 23′ 55″ nord, 2° 53′ 35″ ouest | Image manquante Téléverser | Télécharger une image |